# Время в Монголии
|  | UTC+7 |
|  | UTC+8 |

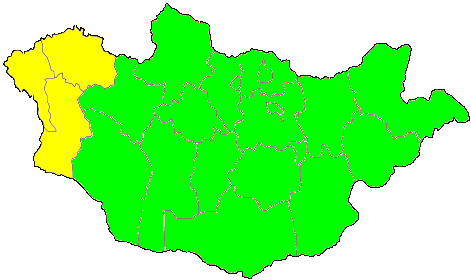

Территория Монголии разделена на два административных часовых пояса со стандартным временем UTC+7 и UTC+8 (столица и большая часть страны — в UTC+8). Переход на летнее время в настоящее время не применяется.

## История
Стандартное время в столице Монголии, городе Улан-Батор, в 1906—1977 годах соответствовало UTC+7. С 1 января 1978 года Улан-Батор перешёл на время UTC+8.
Летнее время в Монголии применялось в 1983—1998, в 2001—2006 и 2015—2016 годах — часы на летний период переводились на 1 час вперёд, и местное время соответствовало UTC+9. Согласно решению правительства перевод часов на летнее время с 2017 года отменён.

## Аймаки в часовом поясе UTC+7
- Увс
- Ховд
- Баян-Улгий

## Аймаки в часовом поясе UTC+8
- Архангай
- Улан-Батор (город)
- Баянхонгор
- Булган
- Дорноговь
- Дорнод
- Говь-Алтай
- Говь-Сумбэр
- Дархан-Уул
- Завхан
- Орхон
- Сэлэнгэ
- Дундговь
- Сухэ-Батор
- Уверхангай
- Хувсгел
- Хэнтий
- Туве
- Умнеговь